# Manevriranje PIT
Manevriranje PIT (tehnika zasledovanja) ali TVI (taktično posredovanje vozila) je taktika zasledovanja, s katero lahko zasledovalni avto prisili bežeči avto, da se nenadoma obrne vstran, zaradi česar voznik izgubi nadzor in se ustavi. Druga imena vključujejo PIT blok , PIT ustavitev in blokado. Razvila in poimenovala jo je policijska uprava okrožja Fairfax v Virginiji v ZDA. Druge interpretacije kratice "PIT" vključujejo tehniko imobilizacije zasledovanja, natančno tehniko imobilizacije, trdo potiskanje, tehniko vzporedne imobilizacije in taktiko natančne intervencije. Tehnika je znana tudi kot taktično posredovanje avtomobila, taktično nabijanje, pravno posredovanje in ribolov.
Tehniko policisti uporabljajo za zaključevanje avtomobilskih lovov.

## Zgodovina
Manevriranje PIT je bilo prilagojeno tehniki naleta in teka, ki se je uporabljala na dirkah z avtomobili, kjer je voznik naletel na tekmeca v zadnjem odbijaču, da je drugi avto izgubil oprijem in zapeljal stran od dirkalne črte. Manevriranje PIT se razlikuje od udarca in vožnje po tem, da avtomobil trči ob bok blizu zadnjega kolesa, zaradi česar se vozilo spredaj zavrti. Ta manever je nezakonito izvajati na dirkah z avtomobili, ker je zelo nevaren (čeprav je Rusty Wallace s to tehniko izločil Darrella Waltripa in zmagal na dirki All Star leta 1989). Velika hitrost avtomobilskih dirk olajša vožnjo drugega avtomobila z manj znatnimi udarci kot pri nižjih hitrostih. Pri uporabi mavra PIT bo hitrost dveh udeleženih avtomobilov določila, kako daleč bo avto potoval, ko bo naletel. Delno iz tega razloga je večja hitrost, bolj nepredvidljiv in nevaren je manever PIT. To je le eden izmed zelo pomembnih dejavnikov, ki jih mora policist upoštevati pred izvajanjem mavra PIT. Policist je usposobljen za čakanje, dokler se ne naredijo razmere, preden poskusi manevrirati PIT, da se izogne uporabi smrtonosne sile. Hitrosti morajo biti nižje in "mesto pristanka" naletenega vozila mora biti brez nevarnosti.
Prva ameriška agencija kazenskega pregona, ki je PIT učila kot tehniko za zaustavitev bežečih vozil, je bila policijska uprava okrožja Fairfax v Virginiji, ki je spremenila parametre za sprožitev in izvajanje tehnike za policijsko uporabo. Terry Pearson in Joseph McDowell sta bila prva policista, ki sta tehniko vključila v trening. Terry Pearson ga je poimenoval "tehnika natančne imobilizacije" ali P.I.T.

## Postopek
PIT se začne, ko zasledovalno vozilo potegne ob bežeče vozilo, tako da je del zasledovalnega vozila pred sprednjimi kolesi poravnan z delom ciljnega vozila za zadnjimi kolesi. Preganjalec nežno vzpostavi stik s ciljno stranjo, nato pa močno zavije v tarčo. Tudi zasledovalec mora pospešiti, sicer bo njegov odbijač zdrsnil s ciljnega vozila.  Takoj ko zadnje pnevmatike bežečega vozila izgubijo oprijem in začnejo drseti, zasledovalec še naprej zavija v isto smer, dokler se ne odstrani iz cilja. To je bolj predpisana sprememba voznega pasu kot dejanski ovinek. Cilj se bo obrnil v nasprotno smer pred zasledovalcem in se zavrtel. PIT se lahko opravi z obeh strani, vendar je treba upoštevati, kje bosta končala oba avtomobila. Običajno bo policijski avto zadel enoto PIT, da nadaljuje z aretacijo, medtem ko enota PIT prevzame svoj nadzor in popolnoma ustavi avto. PIT ne imobilizira osumljenega vozila in za preprečitev nadaljnjega leta morata dva policijska avtomobila osumljenca pripeti med njima, spredaj in zadaj.

## Manevri izogibanja
Medtem ko bo krmiljenje v drsnik (stran od zasledovalnega vozila) zmanjšalo njegov učinek, dejstvo, da zasledovalni avtomobil še naprej potiska zadnji del cilja vstran, praktično zagotavlja izgubo nadzora nad ciljnim vozilom. S premikom naprej iz položaja ali s tem, da ostane ravno pred enoto PIT, lahko glavno vozilo enoti PIT prepreči, da bi se pravilno postavila za izvajanje mavra. Druga možnost je, da bo hiter pojemek enoto PIT seveda prisilil, da preseže zahtevano pozicioniranje.
Napredni tečaji obrambne vožnje, ki jih poučujejo enote za zaščito VIP, bi voznike usposobili za druge napredne tehnike upravljanja vozil, na primer z uporabo J-zavojev kot načina nadzora iztekanja, ki je rezultat uspešnega manevra PIT.

## Omejitve
PIT se ne uporablja v vseh okoliščinah in številni dejavniki vplivajo na uporabnost tehnike. Mnogi od teh dejavnikov se nanašajo na varnostne pomisleke: tipična policijska ureditev priporoča, da policist ne poskuša PIT pri hitrostih, večjih od 35 kilometrov na uro (55 kilometrov na uro), in zahteva skrbno izbiro lokacije, ob upoštevanju vseh možnih učinkov na druga prometna vozila in pešci. Zaradi potencialne odgovornosti policijske uprave za poškodbe ali smrt ne le potnikov v ciljnem vozilu, temveč tudi navzočih, večina oddelkov omeji njegovo uporabo le na najbolj tvegane scenarije. Večina oddelkov določa, da se mora PIT uporabljati le za ustavitev opravljanja dejavnosti, ki so takoj nevarne in trajajo. Kadar je mogoče, morajo biti pri izvrševanju PIT prisotni najmanj trije zasledovalci: eden kot vozilo PIT in dva na večji razdalji, da se odzovejo na rezultate.
PIT je še posebej nevaren, če so odbijači vozil bistveno različnih višin ali proti ciljnim vozilom z visokim težiščem, kot so dostavna vozila ali terenci. Vozila z visokim težiščem se pogosto prevrnejo. Ni ga mogoče varno uporabljati na motociklih pri nobeni hitrosti.
Pri hitrostih pod 35 MPH se lahko uporablja na bežečem vozilu, če bi zakonski parametri upravičevali "manj kot smrtno silo" proti vozniku. Pri hitrostih nad 35 MPH tehnika še vedno deluje, vendar se šteje za potencialno smrtonosno in se običajno uporablja le, če je smrtonosna sila upravičena do vseh potnikov. Najbolje je, če je voznik na površini in v ovinkih. Voznik visoke hitrosti lahko ubije nedolžne ljudi in je včasih upravičen za ta prometni prekršek. Ker so v avtomobilu lahko nezaželeni ali nedolžni potniki, obstaja težava pri upravičevanju uporabe PIT.

## TPAC
Taktično zasledovanje in zadrževanje (TPAC) je izraz, ki ga policija v Združenem kraljestvu uporablja in opisuje usposabljanje za vodenje in zaključevanje policijskih zasledovanj. TPAC vključuje več načinov za zaustavitev bežečih vozil, vključno z zaviranjem cestnih ovir, uporabo trakov s konicami in zadrževalno metodo "zapri in ustavi". TPAC je najučinkovitejši na ločenih voziščih (kot so avtoceste), kjer je pot osumljenca omejena. Ni primeren za ceste s pogostimi križišči, tiste z dvosmernim prometom po enem vozišču ali avtoceste, kjer bi osumljenec lahko pobegnil z U-zavojem čez srednji pas.
Ko na avtocesti zadržijo bežečega voznika, se pred zasledovanjem sproži vozni blok. Ko zasledovanje doseže upočasnjen promet, lahko osumljenec poskusi mimo prometa ali ostane za njim. Če se osumljenec odloči, da bo zaostal za prometom, bo komunikacija med zasledovalnimi vozili in vozili, ki blokirajo, pripeljala do blokade bloka, vozilo pa bo obdano, potniki pa pridržani. Če se bežeči voznik odloči za vožnjo po prometu, običajno na trdi rami, mu sledijo zasledovalna vozila. Ko mimo prometa, lahko policijska vozila boksirajo vozilo osumljenca in ga z usklajenim zaviranjem ustavijo ter nadzirajo sterilno območje pred blokiranim vozilom, ne da bi ogrozili druge udeležence v prometu.